# 힐스테이트 더 운정
힐스테이트 더 운정(영어: Hillstate The Unjeong)은 대한민국 경기도 파주시 와동동에 위치한 아파트다. 1단지는 총 7개동인 101동 ~ 107동으로 구성되고 2단지는 총 6개동인 108동 ~ 113동으로 구성된다. 1단지는 아파트 3개동과 오피스텔 4개동으로 구성되고 2단지는 오피스텔 6개동으로 구성된다. 2021년에 분양을 마친 뒤 착공하여 2025년 8월에 완공할 예정이다.

## 역사
2021년 7월 힐스테이트 더 운정을 개발할 예정이다. 8월 30일 현대건설이 10월에 분양할 계획이라고 밝혔다. 10월 분양이 완료되었다고 11월에는 오피스텔를 분양한다고 한다. 11월 오피스텔을 분양하고 있다. 아파트, 오피스텔을 분양하고 착공하였다. 2024년 주거형 오피스텔 계약은 모두 완료되었다. 2025년 8월에 완공 후 개장할 예정이다.

## 구성
힐스테이트 더 운정의 구성이다.
| 동 명칭 | 층수 |
| ------- | ---- |
| 101동   | 41층 |
| 102동   | 44층 |
| 103동   | 49층 |

## 높이
최고 층수는 103동 49층이고 최고 높이는 103동 172m다. 완공되면 파주시에서 가장 높은 마천루가 된다. 파주시에 지어진 고층 건물은 아파트가 많고 그리고 오피스텔도 있다. 파주시에서 최초로 지어지는 100m 이상의 아파트다. 이 아파트는 170m 이상의 아파트다.

## 특징
운정신도시 최초의 주상복합 단지다. 클럽 힐스(CLUB HILLS)는 주민공동시설이다. 스카이라운지는 라운지고 오피스텔 모든 동 49층에 있다. 세대수는 1단지 아파트 744세대가 들어서고 2단지 오피스텔 1,059실, 1,610실이 들어선다. 주차대수는 1단지 아파트 주차대수는 세대당 1.48대다. 들어설 2단지 오피스텔 1,486대(세대당 1.4대), 2,246대 (세대당 1.39대)다.

## 내부 시설

### 101동
| 층수                | 용도         |
| ------------------- | ------------ |
| 24층 ~ 41층         | 아파트       |
| 23층                | 피난안전구역 |
| 3층 ~ 22층          | 아파트       |
| 1층                 | 로비         |
| 지하 5층 ~ 지하 1층 | 지하주차장   |

### 102동
| 층수                | 용도         |
| ------------------- | ------------ |
| 24층 ~ 44층         | 아파트       |
| 23층                | 피난안전구역 |
| 3층 ~ 22층          | 아파트       |
| 1층                 | 로비         |
| 지하 5층 ~ 지하 1층 | 지하주차장   |

### 103동
| 층수                | 용도         |
| ------------------- | ------------ |
| 29층 ~ 49층         | 아파트       |
| 28층                | 피난안전구역 |
| 3층 ~ 27층          | 아파트       |
| 1층                 | 로비         |
| 지하 5층 ~ 지하 1층 | 지하주차장   |

### 104동
| 층수                | 용도                  |
| ------------------- | --------------------- |
| 49층                | 오피스텔, 라운지      |
| 29층 ~ 48층         | 오피스텔              |
| 28층                | 피난안전구역          |
| 3층 ~ 27층          | 오피스텔, 필로티(3층) |
| 2층                 | 상업시설              |
| 1층                 | 로비, 상업시설        |
| 지하 5층 ~ 지하 1층 | 지하주차장            |

### 105동
| 층수                | 용도                  |
| ------------------- | --------------------- |
| 49층                | 오피스텔, 라운지      |
| 29층 ~ 48층         | 오피스텔              |
| 28층                | 피난안전구역          |
| 4층 ~ 27층          | 오피스텔, 필로티(4층) |
| 3층                 | 부대시설              |
| 2층                 | 상업시설              |
| 1층                 | 로비, 상업시설        |
| 지하 5층 ~ 지하 1층 | 지하주차장            |

### 106동
| 층수                | 용도                  |
| ------------------- | --------------------- |
| 49층                | 오피스텔, 라운지      |
| 29층 ~ 48층         | 오피스텔              |
| 28층                | 피난안전구역          |
| 4층 ~ 27층          | 오피스텔, 필로티(4층) |
| 3층                 | 부대시설              |
| 2층                 | 상업시설              |
| 1층                 | 로비, 상업시설        |
| 지하 5층 ~ 지하 1층 | 지하주차장            |

### 107동
| 층수                | 용도             |
| ------------------- | ---------------- |
| 49층                | 오피스텔, 라운지 |
| 29층 ~ 48층         | 오피스텔         |
| 28층                | 피난안전구역     |
| 6층 ~ 27층          | 오피스텔         |
| 5층                 | 필로티           |
| 2층 ~ 4층           | 상업시설         |
| 1층                 | 로비, 상업시설   |
| 지하 5층 ~ 지하 1층 | 지하주차장       |

### 108동
| 층수                | 용도                  |
| ------------------- | --------------------- |
| 49층                | 오피스텔, 라운지      |
| 29층 ~ 48층         | 오피스텔              |
| 28층                | 피난안전구역          |
| 4층 ~ 27층          | 오피스텔, 필로티(4층) |
| 3층                 | 부대시설              |
| 2층 ~ 4층           | 상업시설              |
| 1층                 | 로비, 상업시설        |
| 지하 5층 ~ 지하 1층 | 지하주차장            |

### 109동
| 층수                | 용도                  |
| ------------------- | --------------------- |
| 49층                | 오피스텔, 라운지      |
| 29층 ~ 48층         | 오피스텔              |
| 28층                | 피난안전구역          |
| 4층 ~ 27층          | 오피스텔, 필로티(4층) |
| 3층                 | 부대시설              |
| 2층 ~ 4층           | 상업시설              |
| 1층                 | 로비, 상업시설        |
| 지하 5층 ~ 지하 1층 | 지하주차장            |

### 110동
| 층수                | 용도                  |
| ------------------- | --------------------- |
| 49층                | 오피스텔, 라운지      |
| 29층 ~ 48층         | 오피스텔              |
| 28층                | 피난안전구역          |
| 3층 ~ 27층          | 오피스텔, 필로티(4층) |
| 2층                 | 상업시설, 부대시설    |
| 1층                 | 로비, 상업시설        |
| 지하 5층 ~ 지하 1층 | 지하주차장            |

### 111동
| 층수                | 용도                  |
| ------------------- | --------------------- |
| 48층                | 오피스텔, 라운지      |
| 29층 ~ 47층         | 오피스텔              |
| 28층                | 피난안전구역          |
| 3층 ~ 27층          | 오피스텔, 필로티(3층) |
| 2층                 | 부대시설              |
| 1층                 | 로비, 상업시설        |
| 지하 5층 ~ 지하 1층 | 지하주차장            |

### 112동
| 층수                | 용도                  |
| ------------------- | --------------------- |
| 48층                | 오피스텔, 라운지      |
| 29층 ~ 47층         | 오피스텔              |
| 28층                | 피난안전구역          |
| 3층 ~ 27층          | 오피스텔, 필로티(3층) |
| 2층                 | 상업시설              |
| 1층                 | 로비, 상업시설        |
| 지하 5층 ~ 지하 1층 | 지하주차장            |

### 113동
| 층수                | 용도                  |
| ------------------- | --------------------- |
| 48층                | 오피스텔, 라운지      |
| 29층 ~ 47층         | 오피스텔              |
| 28층                | 피난안전구역          |
| 3층 ~ 27층          | 오피스텔, 필로티(3층) |
| 2층                 | 상업시설              |
| 1층                 | 로비, 상업시설        |
| 지하 5층 ~ 지하 1층 | 지하주차장            |

## 같이 보기
- 대한민국의 마천루 목록
- 경기도의 마천루 목록
- 파주시의 마천루 목록